# Rada di Brest

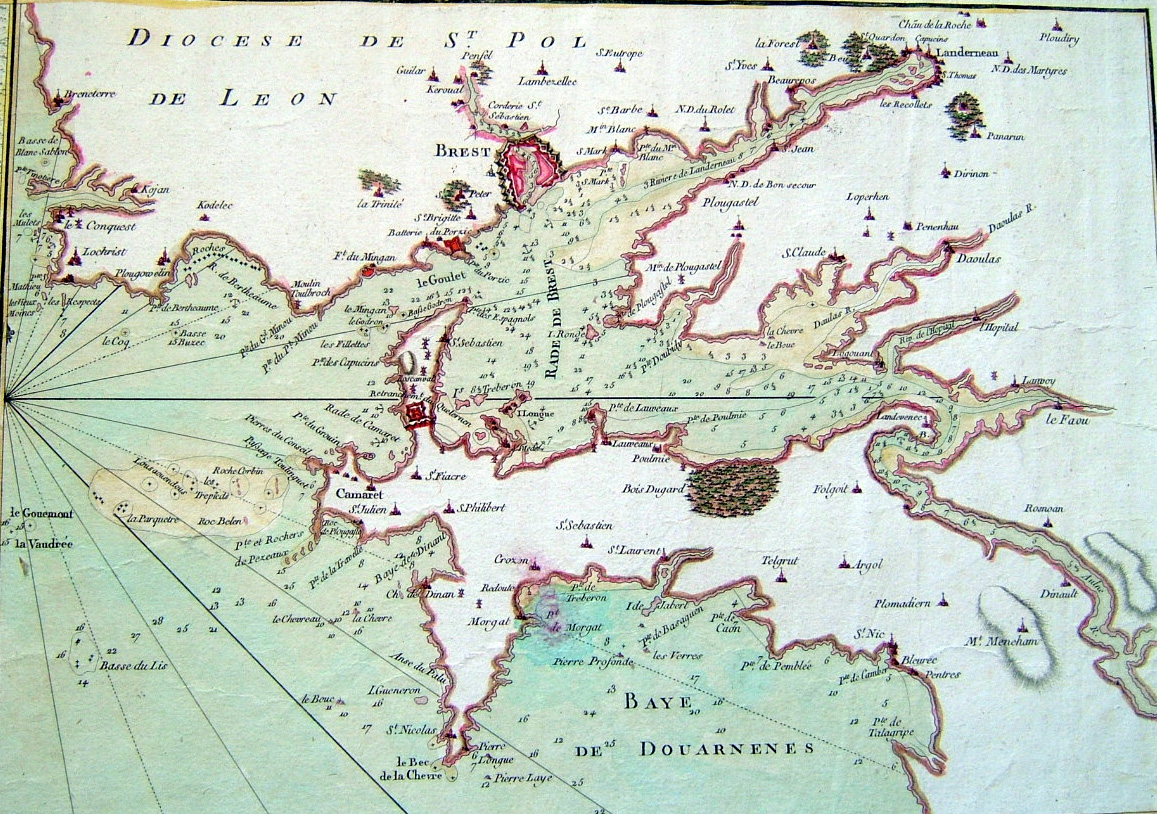
Pianta della rada nel 1779

La rada di Brest è un braccio di mare che si insinua nel territorio francese nella prossimità della città di Brest.

## Geografia
La rada ha un'estensione di 180 km² e si trova all'interno del dipartimento di Finistère nella regione della Bretagna. Si congiunge con l'oceano Atlantico attraverso il Mer d'Iroise, con un passaggio largo circa 1,8 chilometri. La rada è navigabile in tutto il periodo dell'anno, grazie alla sua profondità. Queste profondità permisero quindi anche l'accesso dei sottomarini al porto di Brest.
Nella rada si trovano alcune isole: Plougastel Daoulas, Île Ronde, Logonna-Daoulas, Île de la pointe du Château, Îles du Bindy, Hôpital-Camfrout, Île, de Tibidy, Rosnoën, Île d'Arun, Île de Térénez, Crozon, Île Longue, Île du Renard, Île Trébéron, Île des Morts e Île Perdue.
Per effettuare alcuni lavori, l'Île Longue e l'Île de Tibidy, sono state unite, facendole diventare un istmo artificiale collegato alla terraferma.
Sempre nella rada, sfociano diversi corsi d'acqua: Penfeld, Élorn, Daoulas, Aulne e Faou.
La rada inoltre ospita il Cimitero delle navi di Landévennec, un grosso specchio d'acqua ove sono ancorate navi della marina francese in disarmo e in attesa di smantellamento.